# Équipe du Qatar de football
Cet article traite de l'équipe masculine. Pour l'équipe féminine, voir Équipe du Qatar féminine de football.
Maillots
L'équipe du Qatar de football est constituée par une sélection des meilleurs joueurs qatariens sous l'égide de la Fédération du Qatar de football. L'équipe du Qatar est relativement jeune :  théoriquement active dès la fondation de la fédération de football du pays en 1960, elle a disputé son premier match officiel seulement dix ans plus tard. L'année de l'affiliation de la fédération à la FIFA date, suivant les sources, de 1963 ou de 1972.
Elle n'a jamais réussi à se qualifier sur le terrain pour une phase finale de Coupe du monde. Cependant, le pays est choisi le 2 décembre 2010 par la FIFA pour organiser la Coupe du monde 2022, et l'équipe nationale se retrouve ainsi qualifiée d'office. La sélection qatarienne, surnommée les Al-Annabi, a créé la sensation en 2019 en remportant à la surprise générale la Coupe d'Asie des nations, son premier titre continental. Elle confirme cette bonne performance lors de la Coupe d'Asie des nations 2023 organisée à domicile, en enchaînant un 2e titre consécutif, une première depuis le Japon qui avait réussi cette prouesse en 2000 et 2004 ; toutefois elle passe à côté du Mondial 2022 qu'elle organisait, où elle perd ses trois matchs de la phase de groupe, synonyme d'élimination.
Quant à l'équipe des moins de 20 ans, elle s'est hissée en finale de la Coupe du monde junior de 1981, s'inclinant face à l'Allemagne de l'Ouest par 4 buts à 2.

## Histoire

### Sacre historique en Coupe d'Asie des nations 2019
Le Qatar accède pour la première fois aux quarts de finale de la Coupe d'Asie des nations lors de l'édition 2000 puis réédite cette performance en 2011, année où le pays accueille la compétition.
En 2019, le Qatar fait bien mieux, puisqu'il parvient à remporter la Coupe d'Asie. Un parcours épique qui s'est dessiné dès les phases de poules où les Al-Annabi, placés dans le groupe E, s'imposent sans difficulté contre le Liban (2-0), la Corée du Nord (6-0) puis contre l'Arabie saoudite (2-0) et signent à cette occasion le meilleur bilan comptable du premier tour parmi les 24 équipes engagées (trois victoires en trois matchs, 10 buts inscrits, aucun encaissé).
Le pays hôte du Mondial 2022 écarte ensuite l'Irak en huitièmes de finale (1-0) et affronte la Corée du Sud de Son Heung-min en quart de finale, un des favoris à la victoire finale et qui avait fait forte impression lors de la Coupe du Monde 2018 en battant l'Allemagne (2-0). La rencontre voit une possession de balle à l'avantage des Guerriers Taeguk, cependant celle-ci demeure stérile et ce sont les hommes de Félix Sánchez Bas qui se montrent les plus dangereux, en obtenant davantage de tirs cadrés que les finalistes de la Coupe d'Asie 2015. Plus entreprenants, les Al-Annabi sont récompensés par l'ouverture du score d'Abdulaziz Hatem à la 78e minute de jeu. Le Qatar conserve son avantage (1-0), profitant de la maladresse des Guerriers Taeguk dans le dernier geste pour atteindre le dernier carré d'une phase finale continentale pour la première fois de son histoire. Opposés aux Émirats arabes unis en demi-finale, les Qatariens surclassent le pays hôte de l'épreuve (4-0), dans une rencontre marquée par la crise géopolitique ayant miné les relations diplomatiques entre les deux pays et disputée à ce titre dans un climat tendu. À l'occasion de cette demi-finale, Almoez Ali, auteur du deuxième but qatarien, inscrit son huitième de but de la compétition, égalant le record de l'Iranien Ali Daei.
Le 1er février 2019, les Al-Annabi battent en finale le Japon, quadruple vainqueur de l'épreuve et huitième de finaliste de la Coupe du Monde 2018, sur le score de 3 buts à 1 prenant du coup leur revanche du quart de finale perdu sur le fil à domicile huit ans plus tôt contre les Blue Samouraïs (2-3). Le Qatar s'octroie son premier titre continental, avec la meilleure attaque (19 buts) et la meilleure défense (un but concédé, tout comme la Jordanie) du tournoi. En outre, Almoez Ali, auteur de l'ouverture du score contre les Nippons, est sacré meilleur buteur de l'édition et de l'histoire sur une phase finale de Coupe d'Asie des nations avec 9 buts, battant d'une unité le record qu'il partageait avec Ali Daei. L'hôte du Mondial 2022, qui s'est offert trois équipes présentes au Mondial 2018 (Arabie saoudite, Corée du Sud et Japon), est la première équipe asiatique à atteindre une finale continentale sans avoir encaissé de but, et ce alors que les Al-Annabi n'avaient remporté aucun match en phase finale continentale disputée sur terrain neutre depuis 1984 (les Qatariens avaient réalisé trois matchs nuls au 1er tour en 2000 et s'étaient hissés en quarts grâce à la règle des meilleurs troisièmes).

### Invitations

#### Copa América 2019
Invité, au même titre que le Japon, par la CONMEBOL, le Qatar participe pour la première fois de son histoire à la Copa América en 2019. Les Al-Annabi se retrouvent placés dans le groupe B du tournoi sud-américain en compagnie de l'Argentine, de la Colombie et du Paraguay.
Lors du premier match face au Paraguay, le Qatar arrache un match nul encourageant en revenant au score en deuxième période (2-2, buts d'Almoez Ali à la 68e minute de jeu puis de Boualem Khoukhi à la 77e minute) après avoir été mené 2-0. Les Al-Annabi perdent cependant leurs deux rencontres suivantes, face à la Colombie (0-1) puis face à l'Argentine (0-2) et terminent derniers de leur groupe avec un point, synonyme d'élimination au 1er tour.

#### Gold Cup 2021
Invité à participer à la Gold Cup 2021, le championnat continental de l'Amérique du nord, du centre et des Caraïbes, le Qatar y réalise un excellent parcours. Il termine en tête du groupe D au premier tour, avec 2 victoires (4-0 contre la Grenade et 2-0 contre le Honduras) et un match nul (3-3 face au Panama), puis se défait difficilement du Salvador en quart de finale après s'être fait peur en fin de rencontre (3-2). Le Qatar retrouve les États-Unis en demi-finale. Face au pays hôte, les Al-Annabi laissent passer leur chance en ratant un penalty à l'heure de jeu avant d'encaisser l'unique but de la partie en toute fin de rencontre (0-1).

### Coupe du monde à domicile en 2022
L'équipe du Qatar est qualifiée d'office pour sa première Coupe du monde qui sera disputée à domicile, elle est cependant adjointe au groupe A de la zone Europe pour pouvoir disputer des matchs amicaux. 
Présent dans le groupe A, le Qatar commence sa Coupe du monde le 20 novembre 2022 en affrontant l'Équateur à Al-Khor lors du match d'ouverture de la compétition. Enner Valencia inscrit un but au bout de trois minutes de jeu, finalement refusé pour une position de hors-jeu. Toutefois, à la suite d'une faute dans la surface équatorienne, Valencia inscrit le premier but de la compétition sur pénalty. Celui-ci s'offre un doublé un quart d'heure plus tard d'une tête décroisée, et porte le score à deux buts à zéro. Les joueurs du Qatar ne parviendront pas à réduire l'écart et sont contraints de s'incliner pour leurs débuts en Coupe du monde (0-2). 
Le match suivant oppose les Al-Annabi au Sénégal à Doha. Après un début de première mi-temps plutôt équilibré, Boulaye Dia profite d'une erreur de relance de la défense qatarienne pour ouvrir le score. Au retour des vestiaires, les Sénégalais doublent la mise sur un corner repris par Famara Diédhiou. Les Qatariens se procurent ensuite plus d'occasions et parviennent à inscrire le premier but de leur histoire en Coupe du monde grâce à une tête de Mohammad Muntari. L'équipe hôte se fait de plus en plus pressante pour égaliser mais subit une deuxième défaite de suite accentuée par un dernier but sénégalais signé Bamba Dieng (1-3). Le match nul entre les Pays-Bas et l'Équateur quelques heures plus tard élimine le Qatar de la Coupe du monde. La sélection du Golfe devient le second pays hôte éliminé à ce stade de la compétition après l'Afrique du Sud en 2010. 
Le match face aux Pays-Bas à Al-Khor est donc le dernier du Mondial pour le Qatar. Le match tourne à nouveau en faveur des adversaires du pays hôte qui encaisse un but en milieu de première mi-temps signé Cody Gakpo. Frenkie De Jong réalise le break en début de deuxième mi-temps. Comme lors des matchs précédents, le Qatar ne parvient pas à retourner la situation et s'incline à nouveau de manière logique (0-2). Il devient le premier pays organisateur d'une Coupe du monde à terminer son premier tour avec zéro point.
La performance qatarienne lors du Mondial est donc historique : il s'agit du pire bilan en termes statistiques (trois défaites en trois matchs), avec la pire attaque (un but marqué) et la pire défense (sept encaissés) qu'un pays hôte a connu durant une Coupe du monde.  Si le sélectionneur Félix Sanchez Bas juge que son équipe a été compétitive « par moments », la plupart des médias décrivent le Qatar comme « l'équipe la plus faible du Mondial », ou une sélection « pas au niveau ». Sanchez Bas déclare que l'objectif est désormais de « continuer à se préparer, notamment en vue de la prochaine Coupe d'Asie » qui aura lieu au Qatar l'année suivante.

### Doublé lors de la Coupe d'Asie des nations 2023 à domicile
14 mois plus tard, ils se sont rachetés lors de la Coupe d'Asie des nations 2023, qui s'est également déroulée à domicile. Les Al-Annabi, qui étaient en proie au doute et dans une forme moyenne, ont battu le Liban 3-0 pour commencer leur campagne et se sont qualifiés pour les huitièmes de finale en terminant premiers de leur groupe à la suite de 2 autres succès, tous sans encaisser de but. Ils se sont défaits dans la douleur de la Palestine (2-1) puis de l'Ouzbékistan au tour suivant (1-1 ap, 3 tab à 2) pour atteindre le dernier carré, mais sans convaincre. Le Qatar monte en régime en demi-finale et bat l'Iran 3-2 au cours d'un match disputé, avant d'affronter la Jordanie en finale. Lors de celle-ci, un triplé d'Akram Afif sur penalty a permis au Qatar de battre les Al-Nashama 3-1 et de remporter sa deuxième Coupe d'Asie de l'AFC consécutive, devenant ainsi la première équipe depuis le Japon au début des années 2000 à défendre son titre avec succès.

## Polémique
La FIFA a adopté une politique plus contraignante en matière de nationalité en réponse à la tendance croissante qu'avaient certains pays, comme le Qatar, à naturaliser des joueurs étrangers, en particulier brésiliens - qui n'ont pourtant aucun liens avec le Qatar - dans le seul but de les intégrer à l'équipe nationale. Ceci a provoqué une polémique : plusieurs observateurs ont accusé le Qatar d'« acheter une équipe » et de « fabriquer ses stars ». En effet, en 2013, une grande partie des joueurs de l'équipe nationale du Qatar ne sont pas réellement qatariens ou le sont à la suite d'une naturalisation récente.
Depuis lors, si des joueurs comme Ró-Ró, Boualem Khoukhi ou Almoez Ali sont nés à l'étranger, 14 joueurs sur les 26 que compte l'effectif officiel pour la coupe du monde 2022 sont nés au Qatar.

## Résultats

### Classement FIFA
| Année              | 1993 | 1994 | 1995 | 1996 | 1997 | 1998 | 1999 | 2000 | 2001 | 2002 | 2003 | 2004 | 2005 | 2006 | 2007 | 2008 | 2009 | 2010 | 2011 | 2012 | 2013 | 2014 | 2015 | 2016 | 2017 | 2018 | 2019 | 2020 | 2021 | 2022 | 2023 | 2024 |
| ------------------ | ---- | ---- | ---- | ---- | ---- | ---- | ---- | ---- | ---- | ---- | ---- | ---- | ---- | ---- | ---- | ---- | ---- | ---- | ---- | ---- | ---- | ---- | ---- | ---- | ---- | ---- | ---- | ---- | ---- | ---- | ---- | ---- |
| Classement mondial | 54   | 60   | 83   | 69   | 70   | 60   | 107  | 102  | 80   | 62   | 65   | 66   | 95   | 58   | 87   | 84   | 86   | 112  | 93   | 98   | 103  | 95   | 86   | 87   | 102  | 93   | 55   | 58   | 48   | 60   | 58   | 48   |

### Palmarès
Équipe nationale
- Coupe d'Asie des nations (2) :
  - Vainqueur en 2019 et 2023.

- Coupe du Golfe Persique (3) :
  - Vainqueur en 1992, 2004 et 2014.

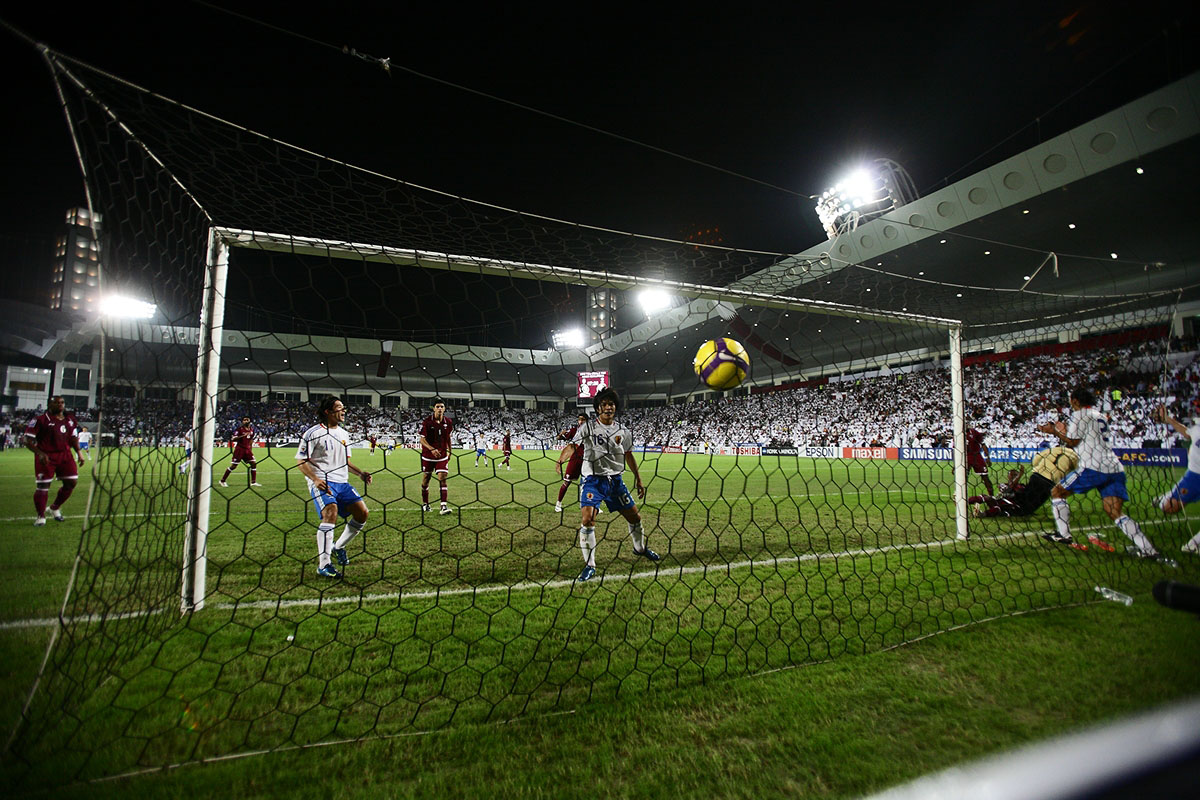
Match de qualification pour la Coupe du monde 2010 Qatar-Japon

  - Finaliste en 1984, 1990, 1996 et 2002.
- Championnat d'Asie de l'Ouest (1) :
  - Vainqueur en 2014.
- Coupe arabe des nations :
  - Finaliste en 1998.

Moins de 20 ans
- Coupe du monde des moins de 20 ans :
  - Finaliste en 1981.
- Jeux asiatiques (1) :
  - Vainqueur en 2006.

### Parcours en compétitions internationales

#### Coupe du monde de football
| Année | Position           |      | Année             | Position |                        | Année | Position |
| 1930  | Équipe inexistante | 1974 | Non inscrite      | 2010     | Tour préliminaire      |       |          |
| 1934  | Équipe inexistante | 1978 | Tour préliminaire | 2014     | Tour préliminaire      |       |          |
| 1938  | Équipe inexistante | 1982 | Tour préliminaire | 2018     | Tour préliminaire      |       |          |
| 1950  | Équipe inexistante | 1986 | Tour préliminaire | 2022     | 1er tour               |       |          |
| 1954  | Équipe inexistante | 1990 | Tour préliminaire | 2026     | Éliminatoires en cours |       |          |
| 1958  | Équipe inexistante | 1994 | Tour préliminaire | 2030     | À venir                |       |          |
| 1962  | Non inscrite       | 1998 | Tour préliminaire | 2034     | À venir                |       |          |
| 1966  | Non inscrite       | 2002 | Tour préliminaire |          |                        |       |          |
| 1970  | Non inscrite       | 2006 | Tour préliminaire |          |                        |       |          |

#### Coupe d'Asie des nations
| Année | Position           |      | Année             | Position |                 | Année | Position |
| 1956  | Équipe inexistante | 1984 | 1er tour          | 2011     | Quart de finale |       |          |
| 1960  | Équipe inexistante | 1988 | 1er tour          | 2015     | 1er tour        |       |          |
| 1964  | Non inscrite       | 1992 | 1er tour          | 2019     | Vainqueur       |       |          |
| 1968  | Non inscrite       | 1996 | Tour préliminaire | 2023     | Vainqueur       |       |          |
| 1972  | Non inscrite       | 2000 | Quart de finale   | 2027     | Qualifiée       |       |          |
| 1976  | Tour préliminaire  | 2004 | 1er tour          |          |                 |       |          |
| 1980  | 1er tour           | 2007 | 1er tour          |          |                 |       |          |

#### Participations extra-continentales

##### Copa América
- 2019 : 1er tour
- 2021 : Invitation déclinée

##### Gold Cup
- 2021 : Demi-finale
- 2023 : Quarts de finale

## Sélectionneurs nationaux
Mis à jour le 16 juin 2025.
| Sélectionneur          | Période                          | Matchs | Gagnés | Nuls | Perdus | Gagnés % |
| ---------------------- | -------------------------------- | ------ | ------ | ---- | ------ | -------- |
| Mohammed Hassan Kheiri | 1969-1972                        |        |        |      |        |          |
| Helmi Hussein Mahmoud  | 1974                             |        |        |      |        |          |
| Frank Wignall          | 1974-1977                        |        |        |      |        |          |
| John Cardone           | 197?                             |        |        |      |        |          |
| Hassan Othman          | 1979                             |        |        |      |        |          |
| Evaristo de Macedo     | 1980-1986                        |        |        |      |        |          |
| Procópio Cardoso       | 1987-1988                        |        |        |      |        |          |
| Anatoly Prokopenko     | 1988                             |        |        |      |        |          |
| Cabralzinho            | 1989                             |        |        |      |        |          |
| Dino Sani              | 1989-1990                        |        |        |      |        |          |
| Uli Maslo              | 1990                             |        |        |      |        |          |
| Luís Fernandes         | 1992                             |        |        |      |        |          |
| Evaristo de Macedo     | 1992                             |        |        |      |        |          |
| Ivo Wortmann           | 1992                             |        |        |      |        |          |
| Sebastião Lapola       | 1992-1993                        |        |        |      |        |          |
| Adel Malallah          | 1993                             |        |        |      |        |          |
| Evaristo de Macedo     | 1994                             |        |        |      |        |          |
| Dave Mackay            | 1994-1995                        |        |        |      |        |          |
| Jørgen E. Larsen       | 1995-1996                        |        |        |      |        |          |
| Jo Bonfrere            | 1996-1997                        |        |        |      |        |          |
| Džemal Hadžiabdic      | 1997                             |        |        |      |        |          |
| Luiz Gonzaga Milioli   | 1998                             |        |        |      |        |          |
| Zé Mario               | juillet 1998-nov. 1998           |        |        |      |        |          |
| Džemal Hadžiabdic      | 2000-2001                        |        |        |      |        |          |
| Paulo Campos           | ? -déc. 2001                     |        |        |      |        |          |
| Pierre Lechantre       | jan 2002-mai 2003                |        |        |      |        |          |
| Philippe Troussier     | 2003-2004                        |        |        |      |        |          |
| Džemaludin Mušović     | 2004-2007                        |        |        |      |        |          |
| Jorge Fossati          | 2007-2008                        |        |        |      |        |          |
| Bruno Metsu            | 2008-2011                        | 43     | 13     | 13   | 17     | 30,23    |
| Milovan Rajevac        | 2011                             | 4      | 1      | 1    | 2      | 25       |
| Sebastiao Lazaroni     | 2011                             | 10     | 2      | 6    | 2      | 20       |
| Paulo Autuori          | 2012-2013                        | 16     | 4      | 5    | 7      | 25       |
| Fahad Thani            | 2013-2014                        |        |        |      |        |          |
| Djamel Belmadi         | 2014-30 avril 2015               | 20     | 9      | 7    | 4      | 45       |
| Daniel Carreño         | 5 mai 2015-sep. 2016             |        |        |      |        |          |
| Jorge Fossati          | sep. 2016-juin 2017              |        |        |      |        |          |
| Félix Sánchez Bas      | juillet 2017-décembre 2022       | 89     | 46     | 16   | 27     | 51,68    |
| Bruno Pinheiro         | 31 décembre 2022-6 février 2023  | 4      | 1      | 1    | 2      | 25       |
| Carlos Queiroz         | 6 février 2023-6 décembre 2023   | 11     | 4      | 3    | 4      | 36,36    |
| Tintín Márquez         | 6 décembre 2023-11 décembre 2024 | 19     | 12     | 3    | 4      | 63,15    |
| Luis García            | 11 décembre 2024-1er mai 2025    | 5      | 1      | 2    | 2      | 20       |
| Julen Lopetegui        | depuis le 1er mai 2025-          | 2      | 1      | 0    | 1      | 50       |

## Les adversaires du Qatar de 1970 à aujourd'hui
| Pays                 | J  | G  | N  | P  | Bp | Bc | Diff | Premier match                        | Dernier match                       |
| -------------------- | -- | -- | -- | -- | -- | -- | ---- | ------------------------------------ | ----------------------------------- |
| Afghanistan          | 9  | 7  | 2  | 0  | 32 | 3  | 29   | 06/04/1975 (2-1) à Bagdad            | 06/06/2024 (0-0) à Al-Hufuf         |
| Albanie              | 3  | 1  | 0  | 2  | 3  | 5  | -2   | 22/05/2012 (1-2) à Madrid            | 09/11/2022 (1-0) à Marbella         |
| Algérie              | 6  | 1  | 1  | 4  | 3  | 8  | -5   | 04/01/1972 (0-3) à Bagdad            | 15/12/2021 (1-2) à Doha             |
| Andorre              | 1  | 1  | 0  | 0  | 1  | 0  | 1    | 16/08/2017 (1-0) à Burton upon Trent |                                     |
| Arabie saoudite      | 43 | 9  | 16 | 18 | 35 | 55 | -20  | 02/04/1970 (1-1) à Manama            | 05/12/2019 (0-1) à Doha             |
| Argentine            | 2  | 0  | 0  | 2  | 0  | 5  | -5   | 16/11/2005 (0-3) à Doha              | 23/06/2019 (0-2) à Porto Alegre     |
| Australie            | 5  | 1  | 1  | 3  | 2  | 10 | -8   | 06/02/2008 (0-3) à Melbourne         | 14/10/2014 (1-0) à Doha             |
| Azerbaïdjan          | 4  | 1  | 2  | 1  | 6  | 6  | 0    | 29/05/2013 (1-1) à Doha              | 14/11/2021 (2-2) à Bakou            |
| Bahreïn              | 40 | 8  | 19 | 13 | 34 | 38 | -4   | 27/03/1970 (1-2) à Madinat 'Isa      | 10/01/2023 (1-2) à Bassorah         |
| Bangladesh           | 6  | 5  | 1  | 0  | 19 | 2  | 17   | 10/01/1979 (1-1) à Dacca             | 04/12/2020 (5-0) à Doha             |
| Belgique             | 1  | 0  | 0  | 1  | 0  | 2  | -2   | 17/11/2009 (0-2) à Sedan             |                                     |
| Bhoutan              | 2  | 2  | 0  | 0  | 18 | 0  | 18   | 03/09/2015 (15-0) à Doha             | 17/11/2015 (3-0) à Thimphou         |
| Birmanie             | 1  | 0  | 1  | 0  | 2  | 2  | 0    | 03/10/1994 (2-2) à Hiroshima         |                                     |
| Bosnie-Herzégovine   | 2  | 1  | 1  | 0  | 3  | 1  | 2    | 24/01/2000 (2-0) à Doha              | 11/08/2010 (1-1) à Sarajevo         |
| Brésil               | 1  | 0  | 0  | 1  | 0  | 2  | -2   | 05/06/2019 (0-2) à Brasilia          |                                     |
| Bulgarie             | 2  | 1  | 0  | 1  | 4  | 4  | 0    | 21/01/1988 (2-3) à Doha              | 26/03/2022 (2-1) à Doha             |
| Burkina Faso         | 1  | 0  | 1  | 0  | 2  | 2  | 0    | 17/10/1998 (2-2) à Doha              |                                     |
| Cambodge             | 1  | 1  | 0  | 0  | 3  | 0  | 3    | 31/12/2023 (3-0) à Doha              |                                     |
| Canada               | 1  | 0  | 0  | 1  | 0  | 2  | -2   | 23/09/2022 (0-2) à Vienne            |                                     |
| Chili                | 1  | 0  | 1  | 0  | 2  | 2  | 0    | 27/09/2022 (2-2) à Vienne            |                                     |
| Chine                | 20 | 7  | 5  | 8  | 17 | 23 | -6   | 09/12/1978 (0-3) à Bangkok           | 22/01/2024 (1-0) à Doha             |
| Colombie             | 1  | 0  | 0  | 1  | 0  | 1  | -1   | 19/06/2019 (0-1) à São Paulo         |                                     |
| Corée du Nord        | 14 | 4  | 6  | 4  | 26 | 18 | 8    | 20/10/1989 (0-2) à Singapour         | 20/03/2025 (5-1) à Doha             |
| Corée du Sud         | 11 | 3  | 2  | 6  | 13 | 19 | -6   | 19/09/1980 (0-2) à Koweït            | 17/11/2020 (1-2) à Maria Enzersdorf |
| Costa Rica           | 1  | 0  | 1  | 0  | 1  | 1  | 0    | 13/11/2020 (1-1) à Hartberg          |                                     |
| Côte d'Ivoire        | 1  | 0  | 0  | 1  | 1  | 6  | -5   | 21/11/2007 (1-6) à Doha              |                                     |
| Croatie              | 1  | 0  | 0  | 1  | 2  | 3  | -1   | 08/10/2009 (2-3) à Rijeka            |                                     |
| Curaçao              | 1  | 0  | 0  | 1  | 1  | 2  | -1   | 10/10/2017 (1-2) à Doha              |                                     |
| Écosse               | 1  | 0  | 0  | 1  | 0  | 1  | -1   | 05/06/2015 (0-1) à Édimbourg         |                                     |
| Égypte               | 8  | 2  | 2  | 4  | 7  | 18 | -11  | 03/11/1989 (0-2) à Doha              | 18/12/2021 (0-0) à Doha             |
| Émirats arabes unis  | 35 | 14 | 10 | 11 | 48 | 44 | 4    | 17/03/1972 (0-1) à Riyad             | 21/12/2024 (1-1) à Koweït           |
| Équateur             | 4  | 1  | 1  | 2  | 6  | 8  | -2   | 18/02/1996 (1-1) à Doha              | 20/11/2022 (0-2) à Al-Khor          |
| Estonie              | 2  | 2  | 0  | 0  | 5  | 0  | 5    | 22/12/2010 (2-0) à Doha              | 27/12/2014 (3-0) à Doha             |
| États-Unis           | 1  | 0  | 0  | 1  | 0  | 1  | -1   | 29/07/2021 (0-1) à Austin            |                                     |
| Finlande             | 4  | 1  | 3  | 0  | 4  | 3  | 1    | 22/11/1984 (2-2) à Doha              | 27/01/1994 (0-0) à Doha             |
| Géorgie              | 1  | 0  | 0  | 1  | 1  | 2  | -1   | 16/11/2007 (1-2) à Doha              |                                     |
| Ghana                | 1  | 0  | 0  | 1  | 1  | 5  | -4   | 12/10/2020 (1-5) à Antalya           |                                     |
| Ghana A'             | 1  | 1  | 0  | 0  | 2  | 1  | 1    | 23/08/2022 (2-1) à Wiener Neustadt   |                                     |
| Grèce                | 1  | 0  | 0  | 1  | 0  | 1  | -1   | 17/01/1986 (0-1) à Doha              |                                     |
| Grenade              | 1  | 1  | 0  | 0  | 4  | 0  | 4    | 17/07/2021 (4-0) à Houston           |                                     |
| Guatemala            | 1  | 1  | 0  | 0  | 2  | 0  | 2    | 23/10/2022 (2-0) à Malaga            |                                     |
| Haïti                | 2  | 0  | 0  | 2  | 1  | 3  | -2   | 18/11/2010 (0-1) à Doha              | 25/06/2023 (1-2) à Houston          |
| Honduras             | 3  | 2  | 1  | 0  | 4  | 1  | 3    | 20/07/2021 (2-0) à Houston           | 29/06/2023 (1-1) à Glendale         |
| Hong Kong            | 7  | 7  | 0  | 0  | 16 | 2  | 14   | 16/09/1984 (1-0) à Canton            | 24/03/2016 (2-0) à Doha             |
| Hongrie              | 3  | 0  | 1  | 2  | 2  | 8  | -6   | 02/02/1986 (0-3) à Doha              | 13/10/1992 (1-1) à Doha             |
| Inde                 | 6  | 4  | 1  | 1  | 13 | 3  | 10   | 27/09/1996 (6-0) à Doha              | 11/06/2024 (2-1) à Doha             |
| Indonésie            | 8  | 5  | 2  | 1  | 19 | 9  | 10   | 21/09/1986 (1-1) à Gwangju           | 14/07/2014 (2-2) à Al Wakrah        |
| Irak                 | 38 | 13 | 10 | 15 | 41 | 44 | -3   | 02/04/1975 (0-1) à Bagdad            | 13/10/2023 (0-0) à Amman            |
| Iran                 | 29 | 5  | 5  | 19 | 23 | 53 | -30  | 02/12/1988 (0-2) à Doha              | 05/06/2025 (1-0) à Doha             |
| Irlande du Nord      | 1  | 0  | 1  | 0  | 1  | 1  | 0    | 31/05/2015 (1-1) à Crewe             |                                     |
| Islande              | 2  | 0  | 2  | 0  | 3  | 3  | 0    | 14/11/2017 (1-1) à Doha              | 19/11/2018 (2-2) à Eupen            |
| Jamaïque             | 2  | 1  | 1  | 0  | 3  | 2  | 1    | 26/08/2022 (1-1) à Wiener Neustadt   | 15/06/2023 (2-1) à Wiener Neustadt  |
| Japon                | 9  | 3  | 4  | 2  | 13 | 11 | 2    | 25/02/1983 (1-0) à Doha              | 01/02/2019 (3-1) à Abou Dabi        |
| Jordanie             | 23 | 13 | 4  | 6  | 34 | 22 | 12   | 06/09/1980 (0-1) à Doha              | 10/02/2024 (3-1) à Lusail           |
| Kazakhstan           | 4  | 2  | 0  | 2  | 6  | 4  | 2    | 14/06/1996 (0-1) à Almaty            | 02/04/2000 (3-1) à Doha             |
| Kenya                | 1  | 0  | 0  | 1  | 1  | 2  | -1   | 07/09/2023 (1-2) à Al Wakrah         |                                     |
| Kirghizistan         | 4  | 2  | 1  | 1  | 5  | 4  | 1    | 05/06/2004 (0-0) à Doha              | 25/03/2025 (1-3) à Bichkek          |
| Koweït               | 45 | 17 | 10 | 18 | 52 | 62 | -10  | 31/03/1970 (2-4) à Manama            | 27/12/2024 (1-1) à Koweït           |
| Laos                 | 2  | 2  | 0  | 0  | 11 | 1  | 10   | 09/06/2004 (5-0) à Doha              | 08/09/2004 (6-1) à Vientiane        |
| Lettonie             | 1  | 1  | 0  | 0  | 3  | 1  | 2    | 24/05/2013 (3-1) à Doha              |                                     |
| Liban                | 12 | 11 | 1  | 0  | 36 | 3  | 33   | 22/03/1985 (7-0) à Doha              | 12/01/2024 (3-0) à Lusail           |
| Libye                | 3  | 2  | 0  | 1  | 4  | 2  | 2    | 22/09/1998 (2-1) à Doha              | 02/01/2006 (2-0) à Doha             |
| Liechtenstein        | 1  | 0  | 0  | 1  | 1  | 2  | -1   | 14/12/2017 (1-2) à Doha              |                                     |
| Luxembourg           | 2  | 1  | 1  | 0  | 2  | 1  | 1    | 24/03/2021 (1-0) à Debrecen          | 07/09/2021 (1-1) à Luxembourg       |
| Macédoine du Nord    | 3  | 1  | 1  | 1  | 2  | 2  | 0    | 24/07/2001 (1-0) à Évreux            | 30/05/2014 (0-0) à Rieti            |
| Malaisie             | 7  | 4  | 3  | 0  | 12 | 3  | 9    | 22/09/1980 (1-1) à Koweït            | 19/11/2013 (1-0) à Shah Alam        |
| Maldives             | 3  | 3  | 0  | 0  | 9  | 0  | 9    | 05/12/1998 (4-0) à Suphanburi        | 13/10/2015 (4-0) à Doha             |
| Malte                | 1  | 0  | 0  | 1  | 0  | 2  | -2   | 20/01/2000 (0-2) à Ta'Qali           |                                     |
| Mali                 | 1  | 0  | 1  | 0  | 0  | 0  | 0    | 02/01/2010 (0-0) à Doha              |                                     |
| Maroc                | 1  | 0  | 1  | 0  | 0  | 0  | 0    | 03/09/2014 (0-0) à Casablanca        |                                     |
| Maroc A'             | 1  | 0  | 1  | 0  | 2  | 2  | 0    | 20/08/2022 (2-2) à Wiener Neustadt   |                                     |
| Maurice              | 1  | 1  | 0  | 0  | 3  | 0  | 3    | 05/09/2013 (3-0) à Doha              |                                     |
| Mexique              | 1  | 1  | 0  | 0  | 1  | 0  | 1    | 02/07/2023 (1-0) à Santa Clara       |                                     |
| Moldavie             | 1  | 0  | 1  | 0  | 1  | 1  | 0    | 17/01/2017 (1-1) à Doha              |                                     |
| Norvège              | 1  | 0  | 0  | 1  | 1  | 6  | -5   | 30/03/1993 (1-6) à Doha              |                                     |
| Nouvelle-Zélande     | 1  | 1  | 0  | 0  | 3  | 2  | 1    | 05/10/1996 (3-2) à Doha              |                                     |
| Oman                 | 37 | 20 | 10 | 7  | 65 | 33 | 32   | 22/03/1974 (4-0) à Koweït            | 24/12/2024 (1-2) à Koweït           |
| Ouzbékistan          | 17 | 4  | 3  | 10 | 17 | 30 | -13  | 14/10/2000 (1-1) à Sidon             | 10/06/2025 (0-3) à Tachkent         |
| Pakistan             | 1  | 1  | 0  | 0  | 5  | 0  | 5    | 04/04/2000 (5-0) à Doha              |                                     |
| Palestine            | 13 | 9  | 2  | 2  | 17 | 8  | 9    | 20/08/1999 (0-1) à Amman             | 29/01/2024 (2-1) à Al-Khor          |
| Panama               | 3  | 1  | 1  | 1  | 5  | 8  | -3   | 13/07/2021 (3-3) à Houston           | 08/07/2023 (0-4) à Arlington        |
| Paraguay             | 4  | 1  | 2  | 1  | 5  | 6  | -1   | 26/02/1986 (1-1) à Doha              | 16/06/2019 (2-2) à Rio de Janeiro   |
| Pays de Galles       | 1  | 0  | 0  | 1  | 0  | 1  | -1   | 23/02/2000 (0-1) à Doha              |                                     |
| Pays-Bas             | 1  | 0  | 0  | 1  | 0  | 2  | -2   | 29/11/2022 (0-2) à Al-Khor           |                                     |
| Philippines          | 1  | 1  | 0  | 0  | 5  | 0  | 5    | 23/09/1996 (5-0) à Doha              |                                     |
| Portugal             | 2  | 0  | 0  | 2  | 1  | 6  | -5   | 04/09/2021 (1-3) à Debrecen          | 09/10/2021 (0-3) à Faro             |
| RD Congo             | 1  | 0  | 1  | 0  | 2  | 2  | 0    | 14/10/2009 (2-2) à Sannois           |                                     |
| République d'Irlande | 2  | 0  | 1  | 1  | 1  | 5  | -4   | 30/03/2021 (1-1) à Debrecen          | 12/10/2021 (0-4) à Dublin           |
| Russie               | 4  | 1  | 2  | 1  | 6  | 8  | -2   | 25/05/1996 (2-5) à Doha              | 12/09/2023 (1-1) à Al Wakrah        |
| Salvador             | 2  | 2  | 0  | 0  | 4  | 2  | 2    | 04/07/2021 (1-0) à Pula              | 24/07/2021 (3-2) à Glendale         |
| Sénégal              | 1  | 0  | 0  | 1  | 1  | 3  | -2   | 25/11/2022 (1-3) à Doha              |                                     |
| Serbie               | 3  | 1  | 0  | 2  | 3  | 8  | -5   | 29/09/2016 (3-0) à Doha              | 11/11/2021 (0-4) à Belgrade         |
| Singapour            | 14 | 12 | 1  | 1  | 32 | 5  | 27   | 04/09/1984 (1-0) à Singapour         | 14/11/2019 (2-0) à Doha             |
| Slovénie             | 3  | 1  | 1  | 1  | 2  | 4  | -2   | 03/03/2010 (1-4) à Maribor           | 29/03/2022 (0-0) à Doha             |
| Soudan               | 4  | 3  | 1  | 0  | 9  | 2  | 7    | 08/07/1983 (3-1) à Doha              | 10/03/2000 (3-0) à Doha             |
| Sri Lanka            | 3  | 3  | 0  | 0  | 9  | 0  | 9    | 20/09/1996 (3-0) à Doha              | 28/10/2007 (5-0) à Doha             |
| Suède                | 2  | 0  | 1  | 1  | 2  | 3  | -1   | 14/02/2001 (0-0) à Bangkok           | 16/02/2003 (2-3) à Bangkok          |
| Suisse               | 1  | 1  | 0  | 0  | 1  | 0  | 1    | 14/11/2018 (1-0) à Lugano            |                                     |
| Syrie                | 16 | 7  | 5  | 4  | 21 | 18 | 3    | 06/01/1972 (2-3) à Bagdad            | 24/03/2018 (2-2) à Bassorah         |
| Tadjikistan          | 5  | 4  | 0  | 1  | 11 | 3  | 8    | 03/12/1998 (2-1) à Suphanburi        | 17/01/2024 (1-0) à Al-Khor          |
| Tchéquie             | 1  | 0  | 0  | 1  | 0  | 1  | -1   | 11/11/2017 (0-1) à Doha              |                                     |
| Thaïlande            | 14 | 6  | 4  | 4  | 18 | 16 | 2    | 29/10/1992 (1-1) à Hiroshima         | 25/08/2016 (3-0) à Doha             |
| Tunisie              | 3  | 2  | 1  | 0  | 3  | 1  | 2    | 08/03/1977 (1-0) à Doha              | 24/01/1986 (2-1) à Doha             |
| Turkménistan         | 3  | 3  | 0  | 0  | 8  | 1  | 7    | 31/05/2004 (5-0) à Doha              | 23/08/2017 (2-1) à Doha             |
| Turquie              | 1  | 0  | 0  | 1  | 1  | 2  | -1   | 13/11/2015 (1-2) à Doha              |                                     |
| Vietnam              | 6  | 3  | 1  | 2  | 14 | 5  | 9    | 11/04/1993 (4-0) à Doha              | 09/10/2013 (1-2) à Doha             |
| Yémen                | 10 | 9  | 1  | 0  | 32 | 3  | 29   | 21/09/1994 (2-0) à Doha              | 29/11/2019 (6-0) à Doha             |
| Zimbabwe             | 1  | 0  | 0  | 1  | 0  | 2  | -2   | 08/01/2002 (0-2) à Doha              |                                     |